# Fédération sarroise de football

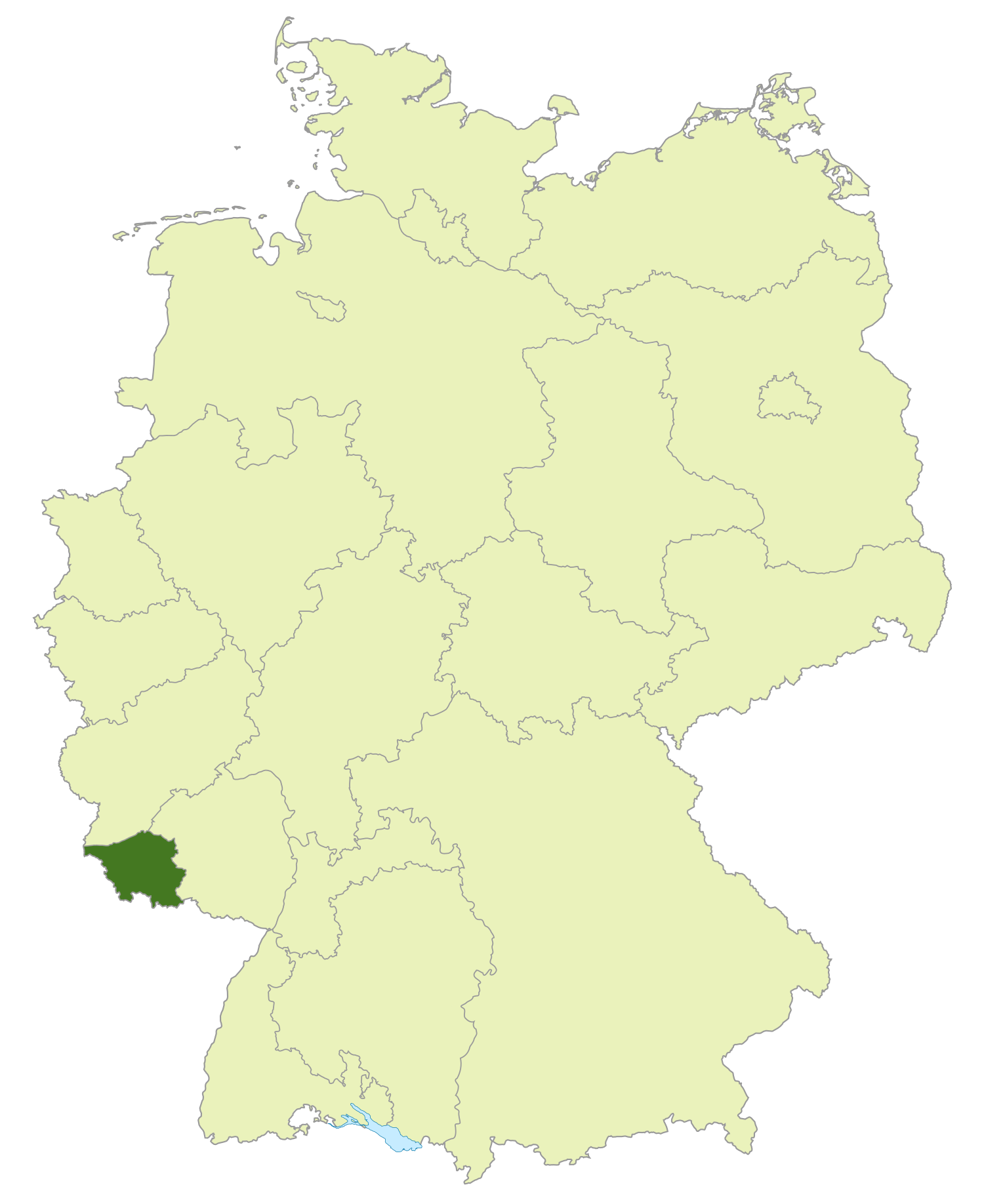
Territoire couvert par la Fédération sarroise de football

La Fédération sarroise de football (SFV, allemand : Saarländischer Fußballverband), est l'une des 21 fédérations régionales de la DFB, subalterne de la Fußball-Regional-Verband Südwest (FRVS). La fédération siège à Edenkoben, et son président est Heribert Ohlmann depuis le 19 septembre 2020. La fédération couvre le Land de Sarre.
En collaboration avec les fédérations de Rhénanie et du Sud-Ouest, la SFV forme la FRVS.
Selon les statistiques de la DFB pour l'année 2023, la SFV compte 362 clubs avec un total de 97 240 membres et 2 120 équipes.

## Histoire

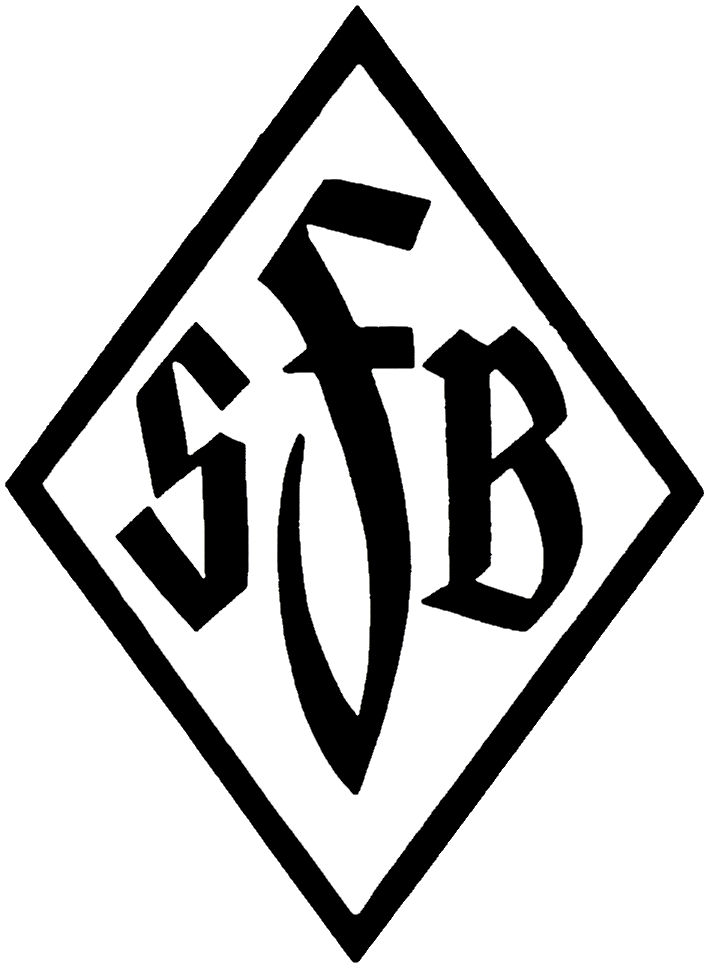
Logo du Saarländischer Fußballbund (1949-1956)

La fédération est fondée le 25 juillet 1948 à Sulzbach par Hermann Neuberger sous le nom de Saarländischer Fußballbund (SFB) (Fédération nationale de football de Sarre). La Sarre était à ce moment un état indépendant sous protectorat français. La SFB devient ainsi la première fédération spécialisée au sein du Landessportverband für das Saarland (LSVS). Le premier président est Willy Koch.
À partir de la saison 1948-1949, les clubs sarrois ne participent plus aux matchs du championnat allemand, mais jouent dans les championnats français. Lors de cette saison, le 1. FC Sarrebruck jouait hors compétition en deuxième division française après le retrait de l'AS Angoulême, qui était en incapacité de constituer une équipe pour la compétition. Le club aurait terminé champion s'il faisait officiellement partie de la division, mais ne pouvait pas être promu. Ainsi le tableau final officiel de la saison ne compte que 19 participants (avec le Racing Club de Lens et le Girondins Association sportive du Port aux deux premières places). Dans l'impossibilité d'être promu en première division, le 1. FC Sarrebruck organise alors l'Internationaler Saarlandpokal (en), que le club remporte en 1950.
La ligue la plus élevée du football de clubs en Sarre était l'Ehrenliga Saarland (trois saisons de 1948 à 1951), bien que l'équipe première du 1. FC Sarrebruck, la meilleure équipe de Sarre à l'époque, n'y ait jamais participé.
Le 17 juillet 1949, le Bundestag de la SFB rejette une demande soutenue par le gouvernement sarrois visant à l'adhésion de la SFB à la Fédération française de football par voix contre, 299 voix pour et 55 abstentions.
Hermann Neuberger devient le nouveau président de la SFB le 14 mai 1950. La SFB devient membre indépendant de la FIFA le 22 juin de la même année, avant même la DFB qui n'a été réintégrée qu'à l'automne. La Sarre était également membre de l'UEFA lors de sa création en 1954. Jusqu'en 1956, la SFB était membre de ces deux fédérations internationales et possédait sa propre sélection nationale.
En 1951, la DFB et la SFB obtiennent l'aval de la FIFA pour le retour du 1. FC Sarrebruck et du Borussia Neunkirchen en Oberliga Sud-Ouest. Un an plus tard, le 1. FC Sarrebruck atteint la finale du championnat allemand.
La Sarre prend part aux tours préliminaires de la Coupe du monde de football 1954. L'équipe rencontre la RFA et la Norvège, et grâce à une victoire à l'extérieur à Oslo, termine 2e du groupe 1 devant la Norvège.
Au cours de sa courte histoire, la SFB n'a eu qu'un participant à la Coupe des clubs champions européens : lors de la toute première édition de la compétition, le 1. FC Sarrebruck parvient à s'imposer 4 - 3 sur le terrain de l'AC Milan lors du match aller du premier tour, mais a été éliminée après une défaite 4 - 1 à domicile, lors du match retour.
Après le rattachement de la Sarre à la RFA (le 1er janvier 1957), la SFB quitte la FIFA. Le 8 juillet 1956, la fédération prend son nom actuel, et demande une demande d'adhésion à la DFB. L'admission sera acceptée le 28 juillet de la même année à Duisbourg.
En 1971, le football féminin voit le jour dans le Land.
La Coupe de Sarre, organisée par la Fédération sarroise de football, est créée en 1975. Le 1. FC Sarrebruck détient le record de titres dans cette coupe avec 12 titres remportés, le dernier datant de 2024. Avec environ 100 000 membres, la SFV est la plus grande fédération du Land de Sarre.

## Présidents
Liste des présidents,
- 1948 bis 1950: Willy Koch
- 1950 bis 1969: Hermann Neuberger
- 1969 bis 1971: Kurt Ott
- 1971 bis 1982: Franz Josef Ollmann
- 1982 bis 1993: Kurt Gluding
- 1993 bis 2002: Albert Wagner
- 2002 bis 2008: Günter Müller
- 2008 bis 2019: Franz Josef Schumann
- 2019 bis 2020: Bernhard Bauer et Adrian Zöhler (par intérim)
- seit 19. September 2020: Heribert Ohlmann

## Structure
La fédération est subdivisée en quatre arrondissements (Kreise) :
- Sarre du Nord (Kreis Nordsaar)
- Sarre de l'Est (Kreis Ostsaar)
- Sarre du Sud (Kreis Südsaar)
- Sarre de l'Ouest (Kreis Westsaar)

## Ligues

### Football masculin
| Niveau                                                   | Ligues – Hommes                                                                                       | Ligues – Hommes                                                                                     | Ligues – Hommes                                                                                     | Ligues – Hommes                                                                                     | Ligues – Hommes                                                                                     | Ligues – Hommes                                                                                     | Ligues – Hommes                                                                                     | Ligues – Hommes                                                                                     |
| -------------------------------------------------------- | --- | --------------------------------------------------------------------------------------------------- | --------------------------------------------------------------------------------------------------- | --------------------------------------------------------------------------------------------------- | --------------------------------------------------------------------------------------------------- | --------------------------------------------------------------------------------------------------- | --------------------------------------------------------------------------------------------------- | --------------------------------------------------------------------------------------------------- |
| Niveaux organisés par la Fédération sarroise de football | | | | | | | | |
| 6                                                        | Saarlandliga 18 clubs                                                                                 | Saarlandliga 18 clubs                                                                               | Saarlandliga 18 clubs                                                                               | Saarlandliga 18 clubs                                                                               | Saarlandliga 18 clubs                                                                               | Saarlandliga 18 clubs                                                                               | Saarlandliga 18 clubs                                                                               | Saarlandliga 18 clubs                                                                               |
|                                                          | ↑↓ max. 4 relégués, 2 champions promus; les vices-champions disputent un barrage pour la 3e promotion | | | | | | | |
| 7                                                        | Verbandsliga Nordost 16 clubs                                                                         | Verbandsliga Nordost 16 clubs                                                                       | Verbandsliga Nordost 16 clubs                                                                       | Verbandsliga Nordost 16 clubs                                                                       | Verbandsliga Südwest 16 clubs                                                                       | Verbandsliga Südwest 16 clubs                                                                       | Verbandsliga Südwest 16 clubs                                                                       | Verbandsliga Südwest 16 clubs                                                                       |
|                                                          | ↑↓ max. 2 relégués, champions promus; les vices-champions disputent un barrage pour la 4e promotion   | ↑↓ max. 2 relégués, champions promus; les vices-champions disputent un barrage pour la 4e promotion | ↑↓ max. 2 relégués, champions promus; les vices-champions disputent un barrage pour la 4e promotion | ↑↓ max. 2 relégués, champions promus; les vices-champions disputent un barrage pour la 4e promotion | ↑↓ max. 2 relégués, champions promus; les vices-champions disputent un barrage pour la 4e promotion | ↑↓ max. 2 relégués, champions promus; les vices-champions disputent un barrage pour la 4e promotion | ↑↓ max. 2 relégués, champions promus; les vices-champions disputent un barrage pour la 4e promotion | ↑↓ max. 2 relégués, champions promus; les vices-champions disputent un barrage pour la 4e promotion |
| 8                                                        | Landesliga Nord 16 clubs                                                                              | Landesliga Nord 16 clubs                                                                            | Landesliga Ost 16 clubs                                                                             | Landesliga Ost 16 clubs                                                                             | Landesliga Süd 16 clubs                                                                             | Landesliga Süd 16 clubs                                                                             | Landesliga West 16 clubs                                                                            | Landesliga West 16 clubs                                                                            |
|                                                          | ↑↓ min. 1 relégué, champions promus; les vices-champions disputent un barrage pour la 4e promotion    | ↑↓ min. 1 relégué, champions promus; les vices-champions disputent un barrage pour la 4e promotion  | ↑↓ min. 1 relégué, champions promus; les vices-champions disputent un barrage pour la 4e promotion  | ↑↓ min. 1 relégué, champions promus; les vices-champions disputent un barrage pour la 4e promotion  | ↑↓ min. 1 relégué, champions promus; les vices-champions disputent un barrage pour la 4e promotion  | ↑↓ min. 1 relégué, champions promus; les vices-champions disputent un barrage pour la 4e promotion  | ↑↓ min. 1 relégué, champions promus; les vices-champions disputent un barrage pour la 4e promotion  | ↑↓ min. 1 relégué, champions promus; les vices-champions disputent un barrage pour la 4e promotion  |

| Niveaux organisés par les Bezirke | |                                                                                                 |                                                                                                 |                                                                                                 |                                                                                                 |                                                                                                 |                                                                                                 |
| 9                                 | Bezirksliga Blies/Nahe 16 Vereine                                                                   | Bezirksliga Ill/Theel 16 Vereine                                                                | Bezirksliga Köllertal-Warndt 16 Vereine                                                         | Bezirksliga Merzig-Wadern 16 Vereine                                                            | Bezirksliga Ost 16 Vereine                                                                      | Bezirksliga Saarbrücken 16 Vereine                                                              | Bezirksliga Saarlouis 16 Vereine                                                                |
|                                   | ↑↓ min. 1 relégué, champions promus; les vices-champions disputent un barrage pour la promotion     | ↑↓ min. 1 relégué, champions promus; les vices-champions disputent un barrage pour la promotion | ↑↓ min. 1 relégué, champions promus; les vices-champions disputent un barrage pour la promotion | ↑↓ min. 1 relégué, champions promus; les vices-champions disputent un barrage pour la promotion | ↑↓ min. 1 relégué, champions promus; les vices-champions disputent un barrage pour la promotion | ↑↓ min. 1 relégué, champions promus; les vices-champions disputent un barrage pour la promotion | ↑↓ min. 1 relégué, champions promus; les vices-champions disputent un barrage pour la promotion |
| Niveaux organisés par les Kreise  | |                                                                                                 |                                                                                                 |                                                                                                 |                                                                                                 |                                                                                                 |                                                                                                 |
| 10                                | 15 Kreisligen A de 14 à 16 clubs                                                                    | 15 Kreisligen A de 14 à 16 clubs                                                                | 15 Kreisligen A de 14 à 16 clubs                                                                | 15 Kreisligen A de 14 à 16 clubs                                                                | 15 Kreisligen A de 14 à 16 clubs                                                                | 15 Kreisligen A de 14 à 16 clubs                                                                | 15 Kreisligen A de 14 à 16 clubs                                                                |
|                                   | ↑↓1 à 3 promotions et relégations (uniquement Sarre du Nord (Nordsaar) et Sarre de l'Est (Ostsaar)) |                                                                                                 |                                                                                                 |                                                                                                 |                                                                                                 |                                                                                                 |                                                                                                 |
| 11                                | 13 Kreisligen B jusqu'à 16 clubs                                                                    | 13 Kreisligen B jusqu'à 16 clubs                                                                | 13 Kreisligen B jusqu'à 16 clubs                                                                | 13 Kreisligen B jusqu'à 16 clubs                                                                | 13 Kreisligen B jusqu'à 16 clubs                                                                | 13 Kreisligen B jusqu'à 16 clubs                                                                | 13 Kreisligen B jusqu'à 16 clubs                                                                |

### Football féminin
| Niveau | Ligues – Femmes                   | Ligues – Femmes                      |
| ------ | --------------------------------- | ------------------------------------ |
| 4.     | Verbandsliga                      | Verbandsliga                         |
| 5.     | Landesliga                        | Landesliga                           |
| 6.     | Bezirksliga Nordwest              | Bezirksliga Südost                   |
| 7.     | Bezirksklasse Nord (équipes de 7) | Bezirksklasse Südwest (équipes de 7) |

### Les autres fédérations subalternes de la FRVS
- Fußballverband Rheinland (FVR)
- Südwestdeutscher Fußballverband (SWFV)